# Portrait of an American Family
Portrait of an American Family – debiutancki album amerykańskiej grupy Marilyn Manson. Został wydany 19 lipca 1994 roku i wyprodukowany przez Trenta Reznora oraz Nine Inch Nails. Początkowo album był zatytułowany The Manson Family Album (jako odniesienie do Charlesa Mansona i jego sekty), lecz ostatecznie zmieniono tytuł na Portrait of an American Family.
Jest to jedyny album grupy, który został nagrany z basistą Gidgetem Geinem, który został zwolniony i zastąpiony przez Twiggy Ramireza. Zwolnienie było argumentowane jego uzależnieniem od heroiny i dotarciem tej informacji do mediów.
Album sprzedał się w nakładzie 2.5 miliona kopii. Wydano trzy single: Get Your Gunn, Lunchbox i Dope Hat.

## Lista utworów

### Portrait of an American Family
1. "Prelude (The Family Trip)" – 1:20
2. "Cake and Sodomy" – 3:46
3. "Lunchbox" – 4:32
4. "Organ Grinder" – 4:22
5. "Cyclops" – 3:32
6. "Dope Hat" – 4:21
7. "Get Your Gunn" – 3:18
8. "Wrapped in Plastic" – 5:35
9. "Dogma" – 3:22
10. "Sweet Tooth" – 5:03
11. "Snake Eyes and Sissies" – 4:07
12. "My Monkey" – 4:31
13. "Misery Machine" – 5:28

### The Manson Family Album
1. "Snake Eyes and Sissies" - 5:09
2. "Snake Eyes and Sissies" (Single mix edit) - 3:57
3. "Lunchbox" - 4:26
4. "Get Your Gunn" - 4:04
5. "Cyclops" - 3:41
6. "Citronella" (Dogma) - 3:18
7. "Cake and Sodomy" - 3:52
8. "Filth" - 4:31
9. "Sweet Tooth" - 4:41
10. "Organ Grinder" - 5:04
11. "My Monkey" - 4:52
12. "Misery Machine" - 4:54
13. "Dope Hat" - 4:27